# Itsahou
Itsahou ist ein Fluss auf Anjouan, einer Insel der Komoren in der Straße von Mosambik.

## Geographie
Die Quellbäche des Flusses (Amohoa, Chirombigo) entspringen in den Ausläufern des Col de Moya und am Hochplateau von Mrémani im Süden von Anjouan. Der Hauptarm verläuft unterhalb Kangani und mündet dort bald in die Straße von Mosambik.
Nördlich schließt sich das Einzugsgebiet des Assomaï an.